# Osca MT4

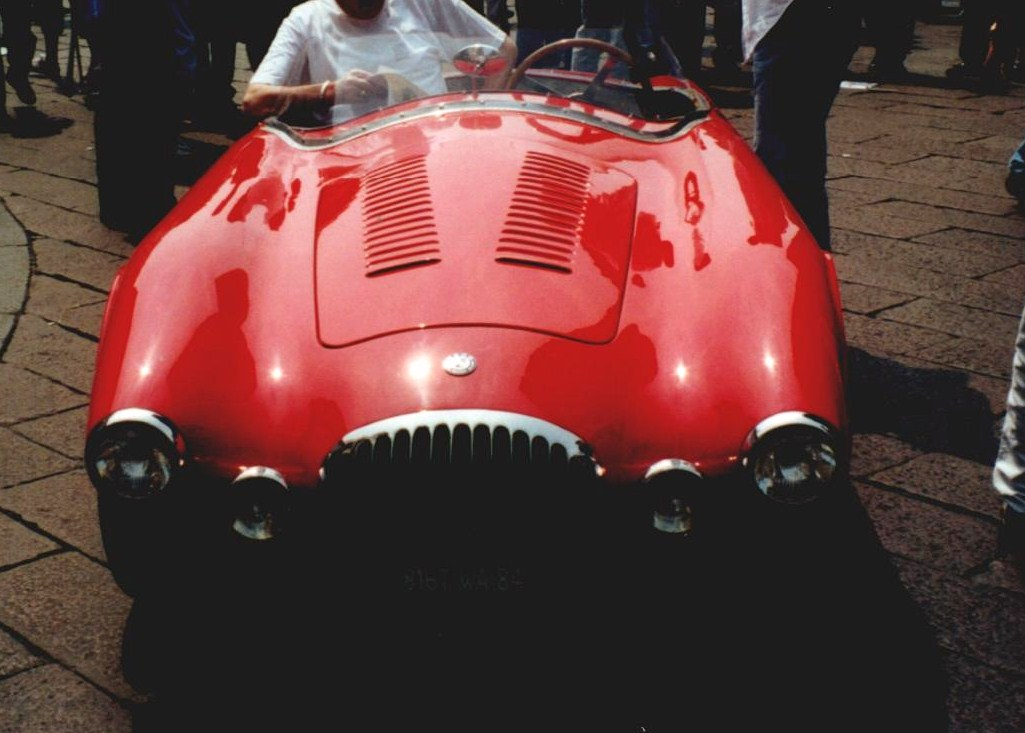
Ein MT4 der ersten Serie aus dem Jahr 1949

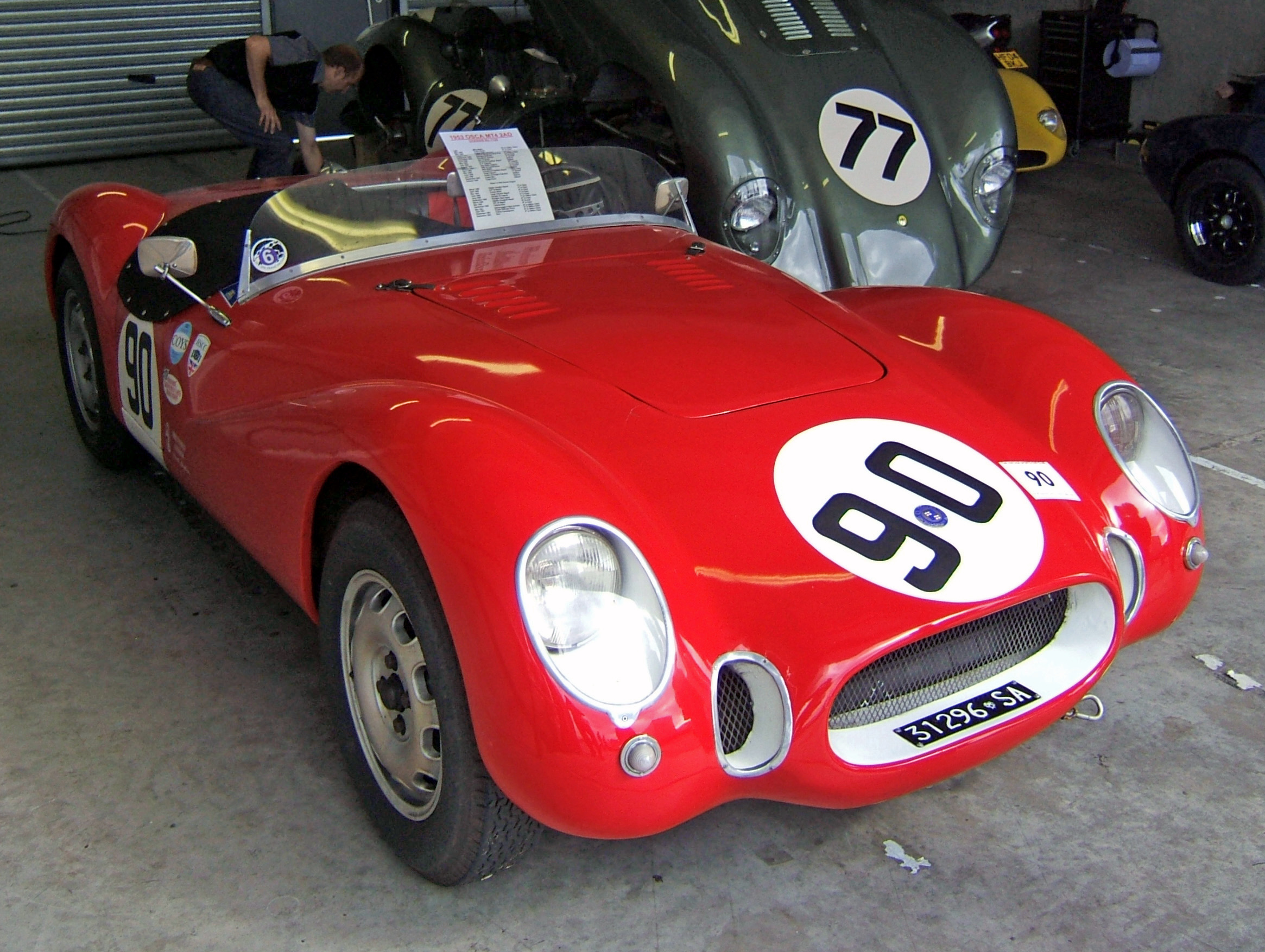
Ein MT4 der frühen 1950er-Jahre

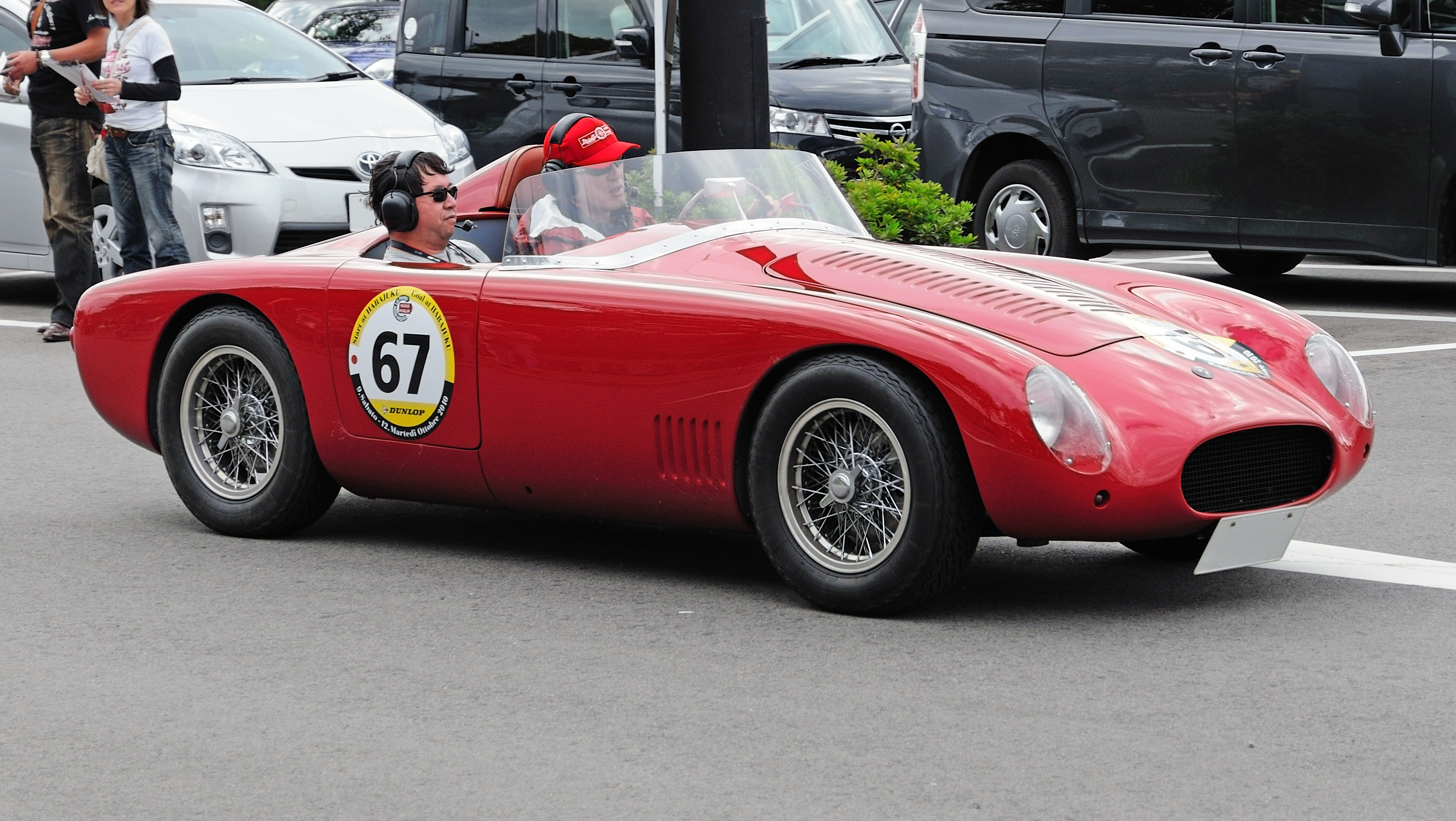
MT4 Baujahr 1955

Der Osca MT4, auch O.S.C.A. MT4, war ein Sportwagen-Prototyp, der ab 1948 bei Officine Specializzata Costruzioni Automobili entwickelt wurde.

## Entwicklungsgeschichte und Technik
Der Osca MT4 ist ein in der Motorsportgeschichte ungewöhnliches Fahrzeugkonzept. Durch die Vielfalt der eingesetzten Motoren mit unterschiedlichen Hubraumgrößen und die große Stückzahl an gebauten Fahrgestellen hatte das Fahrzeug eine lange Lebensdauer als Einsatzwagen. Daraus resultierte eine bemerkenswerte Erfolgsgeschichte des Rennwagenmodells.
1937, fünf Jahre nach dem Tod von Alfieri, waren Ettore und Ernesto Maserati gezwungen, Maserati nach finanziellen Turbulenzen zu verkaufen. Der Vertrag mit dem neuen Maserati-Eigentümer Adolfo Orsi beinhaltete allerdings eine zehn Jahre dauernde weitere Bindung der Brüder an ihr ehemaliges Unternehmen. 1947 folgte die Gründung der Officine Specializzata Costruzioni Automobili Fratelli Maserati und mit dem MT4 der Bau des ersten Fahrzeugtyps. In seiner Urform basierten Fahrgestell und Motor auf dem Maserati Tipo 4CL, erstmals gebaut 1939. Der 4CL war eigentlich ein Monoposto-Rennwagen, der Anfang der 1950er-Jahre noch in der damals jungen Formel-1-Weltmeisterschaft gefahren wurde. Ein Fahrgestell, 1565, wurde mit einer Stromlinienkarosserie versehen, bei Rekordfahrten eingesetzt und von Luigi Villoresi 1939 beim Gran Premio di Tripoli gefahren.
Die Entwicklung des MT4 begann 1948 mit Plänen und Bauteilen des 4CL. Insgesamt baute O.S.C.A. 77 Fahrgestelle zwischen 1949 und 1956. Alle im MT4 eingebauten Motoren hatten einen Aluminium-Block und waren 4-Zylinder-Reihenmotoren. Verändert wurden über die Jahre Bohrung und Hub. Der Hubraum der Motoren vergrößerte sich von 1090 cm³, über 1290 cm³, 1340 cm³, 1450 cm³, 1490 cm³ bis auf 1492 cm³. Das Viergang-Schnellschaltgetriebe war ebenfalls eine Eigenkonstruktion.
O.S.C.A. lieferte nur die Fahrgestelle, die Karosserien wurden bei italienischen Karosserieunternehmen gefertigt. Deshalb gab es auch teilweise größere Unterschiede in der Außenform, die vor allem auf spezielle Kundenwünsche zurückzuführen waren. Von den erhaltenen Wagen gleicht daher keiner ganz genau dem anderen. Der MT4 war ein Verkaufserfolg und wurde vor allem deswegen so lange gebaut.

## Renngeschichte
Die Starts und Rennerfolge des MT4 sind umfangreich und sprengen den üblichen Rahmen von Sportwagenmodellen: 449 Meldungen, 939 Rennstarts, 81 Gesamt- und 98 Klassensiege.
Den ersten Einsatz eines MT4's gab es 1948 bei einem Sportwagenrennen in Pescara. Am Steuer von Fahrgestell 1101 saß Franco Cornacchia, der das Rennen nicht beenden konnte. Der Sieg in dieser Veranstaltung ging an Giovanni Bracco und Alberto Ascari, die einen Werks-Maserati A6GCS zum Gesamtsieg pilotierten. Die erste Zielankunft gab es ein knappes halbes Jahr später bei der Targa Florio 1949, wo Cornacchia 15. der Gesamtwertung wurde. Im selben Jahr folgten schon die ersten Erfolge. Giulio Cabianca gewann ein Sportwagen in Ferrara und drei Wochen später ein Rennen in Tigullio. Den Giro delle Calabria gewannen Dorino Serafini und Alberico Cacciari vor Luigi Fagioli, der auch einen MT4 fuhr.
Ab 1950 etablierten sich die MT4 als schnelle und wenig defektanfällige Rennwagen, die in den Klassen unter zwei Liter Hubraum nur schwer zu schlagen waren. Bei der Mille Miglia 1951 gewann Luigi Fagioli überlegen in der Klasse der Sportwagen bis 1,1 Liter Hubraum. Im Gesamtklassement belegte er den achten Rang, mit einem Rückstand von knapp einer Stunde auf den Sieger Villoresi im Ferrari 340 America Berlinetta Vignale. Den Klassensieg wiederholte Cabianca 1952. Im selben Jahr wurde das Modell zum ersten Mal beim 24-Stunden-Rennen von Le Mans gefahren. Mario Damonte und ein unter dem Pseudonym "Martial" startender französischer Rennfahrer fuhren einen von Vignale karossierten 1,3-Liter-MT4. Nach 19 Stunden Fahrzeit fiel der Wagen wegen Kupplungsschaden aus.
Mit Beginn der Sportwagen-Weltmeisterschaft 1953 kamen MT4 natürlich auch dort zum Einsatz. Nach unzähligen Erfolgen bei nationalen Rennen in Europa und den Vereinigten Saaten gab es 1954 den international größten Erfolg für einen MT4. Beim 12-Stunden-Rennen von Sebring gewannen Stirling Moss und Bill Lloyd für das Team von Briggs Cunningham die Gesamtwertung. Es ist bis heute der einzige Gesamtsieg eines Sportwagens unter 1,5-Liter-Hubraum bei diesem Langstreckenrennen.
Vor allem auf engen und winkeligen Kursen war die leichten und wendigen Rennwagen den hubraumstarken Boliden oft ebenbürtig. Dies zeigte sich unter anderem bei der Mille Miglia 1956, wo Cabianca und Umberto Maglioli in der Anfangsphase des Rennens mit den Ferrari und Maserati-Werkspiloten um die Führung kämpften. Den letzten Rennsieg mit einem MT4 feierte Gianfranco Stanga bei der Campagnana Vallelunga 1961. Den letzten bekannten Einsatz abseits historischer Rennen gab es 1966 in der Sportwagen-Weltmeisterschaft. Giuseppe Rossi wurde beim 500-km-Rennen von Mugello 38. in der Gesamtwertung und gewann die Rennklasse für Prototypen bis 2-Liter-Hubraum.